# Sleaford Mods
Sleaford Mods je anglické hudební duo z Nottinghamu, které tvoří zpěvák Jason Williamson a skladatel Andrew Fearn. Vzniklo v roce 2007 a na prvních čtyřech albech Williamsona doprovázel Simon Parfrement. Počínaje albem Wank se k duu přidal Fearn. Parfrement se skupinou nadále spolupracoval, ale již nikoliv jako aktivní člen. V roce 2014 nahráli píseň „Ibiza“ se skupinou The Prodigy (vyšla na albu The Day Is My Enemy). Rovněž spolupracovali se skupinou Leftfield na písni „Head and Shoulders“ z alba Alternative Light Source.
Deník The Guardian zařadil jejich sedmé album Divide and Exit (2014) mezi deset nejlepších alb roku. Do žebříčků nejlepších alb roku různých publikací se dostala i následující alba. V roce 2017 odehráli své první americké turné. Na albu UK Grim (2023) hostovali Perry Farrell a Dave Navarro ze skupiny Jane's Addiction. O skupině byly natočeny dva celovečerní dokumentární filmy, Sleaford Mods: Invisible Britain (2015) a Bunch of Kunst: A Film About Sleaford Mods (2017).

## Diskografie

### Studiová alba
- Sleaford Mods (2007)
- The Mekon (2007)
- The Originator (2009)
- S.P.E.C.T.R.E. (2011)
- Wank (2012)
- Austerity Dogs (2013)
- Divide and Exit (2014)
- Key Markets (2015)
- English Tapas (2017)
- Eton Alive (2019)
- Spare Ribs (2021)
- UK Grim (2023)